# Liga Ouro de Basquete de 2018
A Liga Ouro de Basquete de 2018 foi a quinta edição da divisão de acesso ao Novo Basquete Brasil. Ela foi disputada por nove equipes (recorde de participantes em toda a história da competição), três a mais que a última edição. 

## Regulamento
O campeonato será disputado em quatro fases:
* Fase de classificação (todos contra todos em turno e returno) 
* Playoff quartas-de-final 
* Playoff semifinal 
* Playoff final
Na Fase de classificação as equipes jogam todas contra todas, em turno e returno, com jogos duplos de ida e volta, apurando-se as seis equipes mais bem classificadas para a fase seguinte. Por jogos duplos entende-se que cada equipe enfrentará todos os adversários duas vezes consecutivas tanto no turno quanto no returno.
O Playoff quartas-de-final é disputada entre as quatro equipes classificadas entre a terceira e sexta colocação na Fase de Classificação. Será realizada em melhor de três partidas, sendo considerada vencedora a equipe que obtiver três vitórias. As equipes vencedoras desses confrontos estarão classificadas para a Fase semifinal.
O Playoff semifinal é disputada entre as duas equipes classificadas na Fase de Classificação e as duas equipes vencedoras do playoff quartas-de-final . Será realizada em melhor de cinco partidas, sendo considerada vencedora a equipe que obtiver três vitórias. As equipes vencedoras desses confrontos estarão classificadas para a Fase Final.
O Playoff final é disputada entre as equipes vencedoras dos playoffs semifinais. Será realizada em melhor de cinco partidas, sendo considerada vencedora a equipe que obtiver três vitórias, e o campeão terá o direito de disputar o NBB 2018–19.

### Critérios de desempate
Havendo empate na contagem de pontos entre duas ou mais equipes, na fase de classificação, proceder-se-á ao desempate utilizando o seguinte critério: 
1º - Confronto direto entre as equipes empatadas, levando-se em conta somente os resultados dos jogos realizados entre as equipes empatadas, sendo melhor classificada a equipe que obteve o maior número de vitórias nos confrontos entre as essas equipes; 
2º - Melhor saldo de cestas, somente dos placares dos jogos realizados entre as equipes empatadas;
3º - Maior número de cestas, somente dos placares dos jogos realizados entre as equipes empatadas;
4º - Melhor saldo de cestas, levando-se em consideração os placares de todos os jogos realizados pelas equipes na fase de classificação; 
5º - Maior número de cestas, levando-se em consideração os placares de todos os jogos realizados pelas equipes na fase de classificação; 
6º - Não se resolvendo a situação de empate, utilizar-se-á o sorteio.

## Participantes
| Equipe           | Cidade              | Estado           | Ginásio                | Capacidade |
| ---------------- | ------------------- | ---------------- | ---------------------- | ---------- |
| APVE-Londrina    | Londrina            | Paraná           | Ginásio Moringão       | 8 000      |
| Blumenau         | Blumenau            | Santa Catarina   | Ginásio do Galegão     | 3 000      |
| Brasília Búfalos | Brasília            | Distrito Federal | Ginásio ASCEB          | 1 100      |
| Brusque          | Brusque             | Santa Catarina   | Arena Brusque          | 5 000      |
| Cerrado Basquete | Brasília            | Distrito Federal | Ginásio Iesplan        | 2 000      |
| Corinthians      | São Paulo           | São Paulo        | Ginásio Wlamir Marques | 6 820      |
| Macaé            | Macaé               | Rio de Janeiro   | TC Macaé               | 3 000      |
| São José         | São José dos Campos | São Paulo        | Ginásio Lineu de Moura | 2 620      |
| Unifacisa        | Campina Grande      | Paraíba          | Arena UNIFACISA        | 2 000      |

## Fase de classificação
| Pos | Times            | %    | Pts | J  | V  | D  | PF   | PS   | SP   | Classificação ou rebaixamento          |
| --- | ---------------- | ---- | --- | -- | -- | -- | ---- | ---- | ---- | -------------------------------------- |
| 1   | Corinthians      | 87.5 | 30  | 16 | 14 | 2  | 1276 | 1083 | 193  | Classificados para a Semifinal         |
| 2   | São José         | 75.0 | 28  | 16 | 12 | 4  | 1210 | 1038 | 172  | Classificados para a Semifinal         |
| 3   | APVE-Londrina    | 68.8 | 27  | 16 | 11 | 5  | 1095 | 1035 | 60   | Classificados para as Quartas de final |
| 4   | Unifacisa        | 56.3 | 25  | 16 | 9  | 7  | 1184 | 1146 | 38   | Classificados para as Quartas de final |
| 5   | Macaé            | 56.3 | 25  | 16 | 9  | 7  | 1174 | 1075 | 99   | Classificados para as Quartas de final |
| 6   | Brasília Búfalos | 50.0 | 24  | 16 | 8  | 8  | 1076 | 1050 | 26   | Classificados para as Quartas de final |
| 7   | Blumenau         | 37.5 | 22  | 16 | 6  | 10 | 1061 | 1165 | -104 |                                        |
| 8   | Brusque          | 12.5 | 18  | 16 | 2  | 14 | 989  | 1198 | -209 |                                        |
| 9   | Cerrado Basquete | 6.3  | 17  | 16 | 1  | 15 | 1027 | 1302 | -275 |                                        |

### Confrontos
Para ler a tabela, a linha horizontal representa os jogos da equipe como mandante. A coluna vertical indica os jogos da equipe como visitante.
|             | BLU    | BRA    | BRU   | CER   | COR   | LON   | MAC   | SJO   | UFC   |
| Blumenau    |        | 64–57  | 68–60 | 89–48 | 67–92 | 53–59 | 61–72 | 63–67 | 77–75 |
| Brasília    | 76–69  |        | 61–58 | 54–41 | 78–82 | 74–56 | 65–62 | 51–60 | 56–82 |
| Brusque     | 59–61  | 60–76  |       | 82–75 | 67–75 | 49–70 | 47–64 | 74–73 | 62–68 |
| Cerrado     | 82–85  | 65–104 | 79–73 |       | 63–96 | 67–71 | 73–88 | 58–81 | 67–72 |
| Corinthians | 74–66  | 81–73  | 97–46 | 90–55 |       | 56–64 | 84–95 | 72–69 | 84–81 |
| Londrina    | 82–51  | 58–49  | 73–63 | 69–56 | 55–71 |       | 86–73 | 83–87 | 87–62 |
| Macaé       | 73–41  | 78–69  | 88–59 | 89–58 | 66–76 | 71–63 |       | 47–64 | 71–83 |
| São José    | 88–69  | 68–60  | 87–59 | 83–69 | 76–83 | 90–55 | 69–62 |       | 66–77 |
| Unifacisa   | 101–77 | 66–73  | 83–71 | 76–71 | 62–63 | 63–64 | 77–75 | 56–82 |       |

## Playoffs
Negrito – Vencedor das séries
Itálico – Time com vantagem de mando de quadra

### Confrontos
|  | Quartas de final (Melhor de 3) | Quartas de final (Melhor de 3) | Quartas de final (Melhor de 3) |  |  | Semifinal (Melhor de 5) | Semifinal (Melhor de 5) | Semifinal (Melhor de 5) |   |   | Final (Melhor de 5) | Final (Melhor de 5) | Final (Melhor de 5) |
|  |                                |                                |                                |  |  |                         |                         |                         |   |   |                     |                     |                     |
|  |                                |                                |                                |  |  |                         |                         |                         |   |   |                     |                     |                     |
|  |                                |                                |                                |  |  | 1                       | Corinthians             | 3                       |   |   |                     |                     |                     |
|  | 4                              | Unifacisa                      | 1                              |  |  | 5                       | Macaé                   | 1                       |   |   |                     |                     |                     |
|  | 5                              | Macaé                          | 2                              |  |  |                         |                         |                         |   | 1 | Corinthians         | 3                   |                     |
|  |                                |                                |                                |  |  |                         | 2                       | São José                | 1 |   |                     |                     |                     |
|  |                                |                                |                                |  |  | 2                       | São José                | 3                       |   |   |                     |                     |                     |
|  | 3                              | APVE-Londrina                  | 2                              |  |  | 3                       | APVE-Londrina           | 0                       |   |   |                     |                     |                     |
|  | 6                              | Brasília Búfalos               | 1                              |  |  |                         |                         |                         |   |   |                     |                     |                     |
|  |                                |                                |                                |  |  |                         |                         |                         |   |   |                     |                     |                     |
|  |                                |                                |                                |  |  |                         |                         |                         |   |   |                     |                     |                     |

#### Quartas de final
| Time 1        | Série | Time 2           | 1º Jogo | 2º Jogo | 3º Jogo |
| ------------- | ----- | ---------------- | ------- | ------- | ------- |
| Unifacisa     | 1–2   | Macaé            | 67–69   | 92–73   | 67–88   |
| APVE-Londrina | 2–1   | Brasília Búfalos | 72–73   | 55–46   | 73–58   |

#### Semifinal
| Time 1      | Série | Time 2        | 1º Jogo | 2º Jogo | 3º Jogo | 4º Jogo | 5º Jogo |
| ----------- | ----- | ------------- | ------- | ------- | ------- | ------- | ------- |
| Corinthians | 3–1   | Macaé         | 88–80   | 86–57   | 103–106 | 69–67   | –       |
| São José    | 3–0   | APVE-Londrina | 71–53   | 57–52   | 69–60   | –       | –       |

#### Final
| Time 1      | Série | Time 2   | 1º Jogo | 2º Jogo | 3º Jogo | 4º Jogo | 5º Jogo |
| ----------- | ----- | -------- | ------- | ------- | ------- | ------- | ------- |
| Corinthians | 3–1   | São José | 72–75   | 67–66   | 122–115 | 74-63   | –       |

## Premiação
| Liga Ouro de 2018                                         |
| --------------------------------------------------------- |
| Corinthians Campeão (1º título Brasileiro da 2.ª Divisão) |